# Oxalis cardenasiana
Oxalis cardenasiana är en harsyreväxtart som beskrevs av A. Lourteig. Oxalis cardenasiana ingår i släktet oxalisar, och familjen harsyreväxter. Inga underarter finns listade i Catalogue of Life.